# شهرستان مینچوان
شهرستان مینچوان (به لاتین: Minquan County) یک منطقهٔ مسکونی در چین است که در شانگکیو واقع شده‌است.